# Hi-Standard
Gli Hi-Standard sono un gruppo hardcore punk giapponese formatasi nel 1991. Sono stati posizionati al numero 63 nella classifica del HMV Group dei 100 migliori musicisti giapponesi.

## Storia
Gli Hi-Standard furono formati nel 1991 dal chitarrista Ken Yokoyama, dal cantante e bassista Akihiro Nanba e dal batterista Akira Tsuneoka deceduto il 15 febbraio 2023. Agli albori la band conteneva un cantante solista, il quale abbandonò poco dopo, lasciando il trio nella formazione che oggi conosciamo. Grazie al discreto successo in patria del debutto Growing Up del 1992 la band fu notata dalla Fat Wreck Chords, etichetta di Fat Mike dei NOFX, che ripubblicò l'album negli Stati Uniti. Grazie al parere favorevole della critica il terzetto si guadagnò un tour promozionale dell'album oltre alla pubblicazione di vari singoli, tra cui uno split con i WIZO. Il secondo album Angry Fist vide la luce nell'estate del 1997, seguito da un tour negli USA con NOFX e Jersey tra 1997 e 1998. Nello stesso anno la band ebbe l'occasione di mostrarsi al pubblico europeo in un unico tour. Nel 1999 la band tornò all'etichetta Toy's Factory, con cui pubblicò il terzo album Making the Road nello stesso anno e l'EP Love Is a Battlefield nel 2001. Le versioni per il mercato occidentale degli album differiscono da quelle giapponesi per l'ordine delle tracce, l'esclusione di alcune di esse e per la grafica. La band ha maturato in Giappone grande fama soprattutto per uno degli ultimi brani composti, inserito in Love Is a Battlefield, si tratta di My First Kiss, cover riadattata della sigla di un vecchio cartone animato giapponese dalla melodia molto nota al pubblico. Gli Hi-Standard non erano nuovi in quanto a cover, erano soliti inserirne almeno una in ogni album, tra le quali ricordiamo Have You Ever Seen The Rain, Can't Stop Falling In Love e Since You Be Gone.

### Pausa
Il gruppo non si è mai sciolto ufficialmente, ma iniziò una pausa di riflessione nell'agosto 2000. Ken Yokoyama iniziò a lavorare ad altri progetti, compresi i BBQ Chickens e i Ken Band, che sono ora semplicemente conosciuti come Ken Yokoyama. Yokoyama ha rilevato l'etichetta originale della band, la Pizza of Death Records, che da allora ha ingaggiato molte band punk e alternative rock. Il progetto più recente di Akihiro Nanba sono gli Ultra Brain, mentre Akira Tsuneoka ha fornito le batterie per il gruppo Cubismo Grafico Five.

## Formazione
- Ken Yokoyama – chitarra, voce
- Akihiro Nanba – voce, basso

Ex componenti
- Akira Tsuneoka – batteria

## Discografia

### Album in studio
- 1996 – Growing Up (Fat Wreck Chords)
- 1997 – Angry Fist (Fat Wreck Chords)
- 1999 – Making the Road (Fat Wreck Chords)
- 2017 – The Gift

### Raccolte
- 2000 – Last of Sunny Day (solo in Giappone)

### EP
- 2001 – Love Is a Battlefield (Fat Wreck Chords)
- 1997 – Weihnachten Stinkt! (con i WIZO)
- 2016 – Another Starting
- 2017 – Vintage & New, Gift Shits

### Album live
- 2022 Live at Yokohama Arena (Download)